# Armand Chouffet
Armand Chouffet, né le 4 mars 1895 à Hérimoncourt (Doubs) et mort le 28 octobre 1958 à Villefranche-sur-Saône (Rhône), est un homme politique français.

## Biographie
Après la Première Guerre mondiale pendant laquelle il s'illustre en s'évadant d'une prison allemande en 1917 où il était retenu depuis le 23 juin 1916, ce fils de boucher devient avocat et s'inscrit aux barreaux de Lyon puis de Villefranche-sur-Saône en 1924. Il milite parallèlement à la SFIO.
En 1925, il devient maire de Villefranche, et sera constamment réélu, avec une interruption de 1941 à 1947. En 1928, il devient également député et est réélu en 1932. Comme maire, il contribue à moderniser la ville, en la dotant notamment d'un marché couvert, d'une nouvelle mairie, ainsi que de plusieurs équipements sportifs. À la Chambre des députés, il est très actif sur les questions militaires, obtenant d'ailleurs la vice-présidence de la commission des armées.

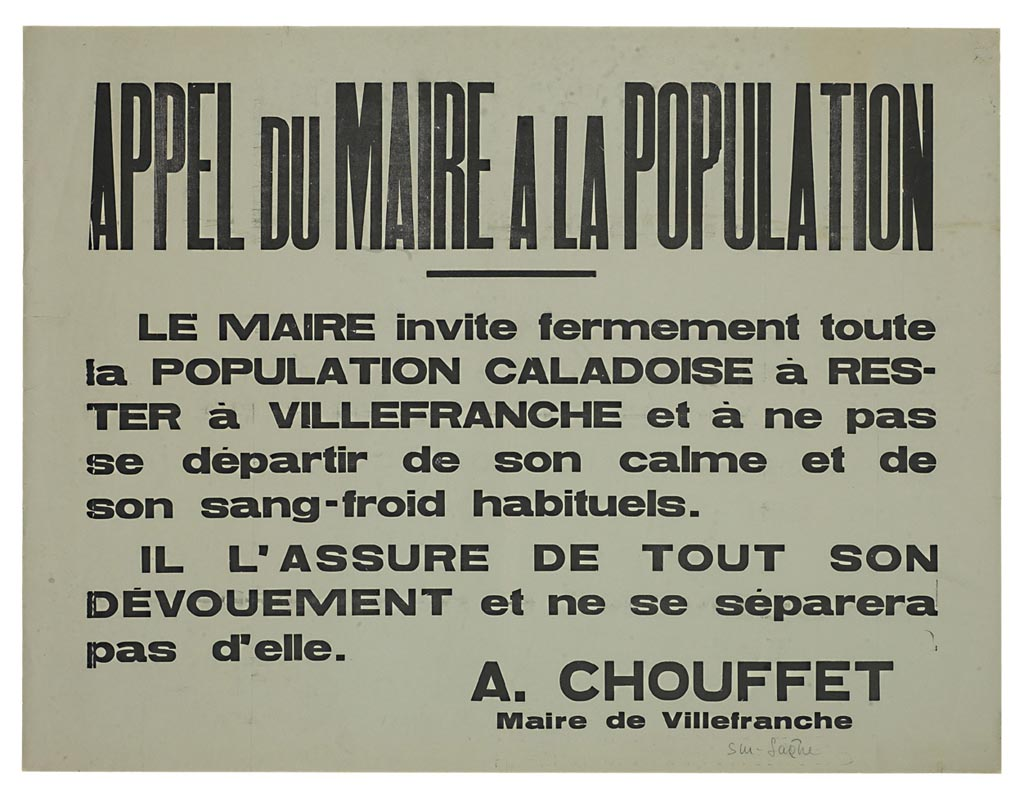
Affiche émanant de la mairie de Villefranche-sur-Saône appelant la population au calme le 14 juin 1940.

Réélu en 1936 lors de la victoire du Front populaire, il vote en faveur de la remise des pleins pouvoirs au maréchal Pétain en juillet 1940. A Vichy, Armand Chouffet signe la « déclaration du 7 juillet à propos de l'Assemblée nationale ». Ce document, rédigé par Gaston Bergery, dénonce la IIIe République, réclame un ordre nouveau, autoritaire, national et social, demande le retour du gouvernement à Paris et appelle à la réconciliation avec l'Allemagne. C'est dans ce texte qu'apparaît pour la première fois le terme de « collaboration ».
Cependant Armand Chouffet ne s'engage pas dans cette voie et son attitude à l'égard du gouvernement de Vichy lui vaut, en 1941, d'être révoqué de son mandat de maire de Villefranche-sur-Saône. Il devient un des principaux responsables du réseau « Mithridate » du début de 1942 jusqu'à la fin des hostilités et participe à diverses missions de l'Armée secrète. Ces faits ont été prouvés par de nombreux historiens dont Maurice Moissonier et confirmés par le syndicat de la CGT. 
Malgré des controverses avec des résistants locaux sur son vote en 1940 en faveur de Pétain, il retrouve la mairie de Villefranche aux élections municipales d'octobre 1947, avant d'être réélu en mai 1953. En 1956, il est réintégré au sein de la SFIO. Ses obsèques en octobre 1958 donnent lieu à un grand rassemblement populaire. Aujourd'hui son buste trône dans le hall de l'hôtel de ville et un grand complexe sportif porte son nom.

## Sources
- « Armand Chouffet », dans le Dictionnaire des parlementaires français (1889-1940), sous la direction de Jean Jolly, PUF, 1960 [détail de l’édition]
- Christophe Gallet, Chroniques de la Résistance en Beaujolais, Édition de la Taillandière, 2005.
- Collectif, Villefranche sur Saône, 1853-2005, 150 ans de vie caladoise, Académie de Villefranche et en Beaujolais, 2007.

## Hommages
- Stade Armand-Chouffet du Football Club Villefranche Beaujolais